# Heminothrus nevadensis
Heminothrus nevadensis är en kvalsterart som först beskrevs av Pérez-Íñigo 1969.  Heminothrus nevadensis ingår i släktet Heminothrus och familjen Camisiidae. Inga underarter finns listade i Catalogue of Life.